# Puigcerdá
Puigcerdá (en catalán y oficialmente Puigcerdà) es una villa española, capital de la comarca catalana de la Baja Cerdaña, en la provincia de Gerona, comunidad autónoma de Cataluña, y capital histórica de la comarca natural de la Cerdaña. Se sitúa en la ribera del río Segre, a unos 1200 m sobre el nivel del mar, y es fronteriza con Francia.

## Geografía
Integrado en la comarca de Cerdanya, de la que ejerce de capital, se sitúa a 147 kilómetros de Gerona. El término municipal está atravesado por las carretera nacionales N-260 (Eje Pirenaico), N-152 (Puigcerdá-Frontera Francesa) y N-154 (Puigcerdá-Llivia).
El relieve del municipio es predominantemente montañoso, suavizado por la presencia del río Segre, que discurre por el municipio entre Francia y Fontanals de Cerdanya. La altitud oscila entre los 1980 m al sureste, en la zona más montañosa, y los 1110 m en el valle alto del río Segre. El casco histórico se alza a 1228 m sobre el nivel del mar. 
| Noroeste: Francia        | Norte: Francia             | Nordeste: Francia |
| Oeste: Guils de Cerdanya |                            | Este: Francia     |
| Suroeste: Bolvir         | Sur: Fontanals de Cerdanya | Sureste: Alp      |

## Historia
Hay tendencia a creer que Puigcerdá fue fundada por Alfonso II de Aragón en torno al año 1177; estos hechos, se basan en un documento que por utilidad y conveniencia de toda la Cerdaña, el monarca hace trasladar la capital de la Cerdaña de Hix a Montcerdà y que comparece Arnald de Perexens, Obispo de Urgel; este le ruega que le asigne y le dé un sitio donde construir la iglesia y casas para honrar a Dios y a Santa María de Urgel. El Rey con el consejo y otros Obispos y barones lo concede.
Aunque este documento parece dejar claro que el monarca dio un estatus jurídico a una nueva población, podría hablarse de una repoblación, ya que resulta muy probable que el lugar ya estuviese poblado con anterioridad tal y como dice Mossèn Doris Lozano; el cual se basa en noticias antiguas y descubrimientos arqueológicos que llegan a datar del 1094.
Son diversas las citas antiguas de un "Oppidum Ceretanum" o "Podio Cerdano", las cuales por su significado solo pueden referirse a esta villa de Puigcerdá ya que es la única población de Cerdaña que ha mantenido su raíz de la denominación inicial; identificándose por tanto con todas estas noticias. Es probable que por tratarse de un lugar fortificado (Oppidum) hubiese sido destruido en diversas ocasiones.
En 1270 se inicia el amurallado y fortificación de la villa. Por un documento del año 1342 se sabe que la muralla que rodeaba la ciudad llegó a tener hasta nueve puertas.
- Portal del Castillo (Font del Cúcuru).
- Portal del Querol.
- Portal del Call o de Framenors.
- Portal de la Morera en la confluencia de la plaza Barcelona.
- Portal del Llívia o de Los Predicadores.
- Portal de Frància.
- Portal d'Age.
- Portal d'en Calva.

En los años 1281 y 1309 sufrió unos grandes incendios que causaron grandes daños a la ciudad, y el terremoto de Cataluña de 1428 destruyó nuevamente parte de la ciudad.
Tiene un gran lago artificial construido por concesión del rey Sancho I de Mallorca en el año 1260, y cuyo fin era el regadío de las tierras de su término.
Durante la guerra franco-española (1635-1659), fue asediada y tomada por las tropas francesas el 21 de octubre de 1654, siendo devuelta a España en 1659, mediante el Tratado de los Pirineos.
Fue prefectura (capital) del departamento del Segre durante su corta pertenencia al Primer Imperio Francés.

## Clima
El clima de Puigcerdà es mediterráneo pirenaico, con inviernos muy fríos con temperaturas medias de -3 °C y -6 °C, y veranos suaves, con temperaturas oscilando entre los 12 °C y los 31 °C. La precipitación media en la llanura es de unos 700 mm. La nieve es muy común durante el invierno, dejando a veces varios episodios con espesores importantes. Puede helar durante todo el año, y durante el invierno hiela casi a diario. Cabe a destacar la gran amplitud térmica que hay durante el año y, especialmente, durante el verano, cuando a veces puede haber más de 20 °C de amplitud. [cita requerida]

## Demografía
Puigcerdá cuenta con una población de 10 008 habitantes (INE 2024).
| Gráfica de evolución demográfica de Puigcerdá entre 1842 y 2021 |
| |
| Población de derecho según los censos de población del INE Población de hecho según los censos de población del INEEn 1857 crece el término del municipio porque incorpora a Rigolisa, Ventajola En 1969 crece el término del municipio porque incorpora a Vilallovent |

## Administración y política
| Elecciones Municipales - Puigcerdá (2019) | Elecciones Municipales - Puigcerdá (2019) | Elecciones Municipales - Puigcerdá (2019) | Elecciones Municipales - Puigcerdá (2019) | Elecciones Municipales - Puigcerdá (2019) |
| Partido político                          | Partido político                          | Votos                                     | Votos                                     | Concejales                                |
| ----------------------------------------- | ----------------------------------------- | ----------------------------------------- | ----------------------------------------- | ----------------------------------------- |
|                                           | Esquerra Republicana de Catalunya (ERC)   | 954                                       | 28.67 %                                   | 5                                         |
|                                           | CM                                        | 938                                       | 28.19 %                                   | 4                                         |
|                                           | FTR                                       | 872                                       | 26.2 %                                    | 4                                         |

| Periodo   | Nombre                                                             | Partido       |
| --------- | ------------------------------------------------------------------ | ------------- |
| 1979-1983 | José Turiera-Puigbó Masana                                         | Independiente |
| 1983-1987 | Joan Llombart i Padrós                                             | CiU           |
| 1987-1991 | Joan Llombart i Padrós                                             | CiU           |
| 1991-1995 | Francesc Rosell i Blanich                                          | ERC           |
| 1995-1999 | Joan Carretero i Grau                                              | ERC           |
| 1999-2003 | Joan Carretero i Grau                                              | ERC           |
| 2003-2007 | Joan Carretero i Grau (2003) Joan Planella i Casasayas (2003-2007) | ERC           |
| 2007-2011 | Joan Planella i Casasayas                                          | ERC           |
| 2011-2015 | Albert Piñeira Brosel                                              | CiU           |
| 2015-2019 | Albert Piñeira Brosel                                              | CiU           |
| 2019-2023 | Albert Piñeira Brosel                                              | JxCat         |
| 2023-act. | Jordi Gassió Borràs                                                | JxCat         |

## Lugares de interés
- Lago de Puigcerdá

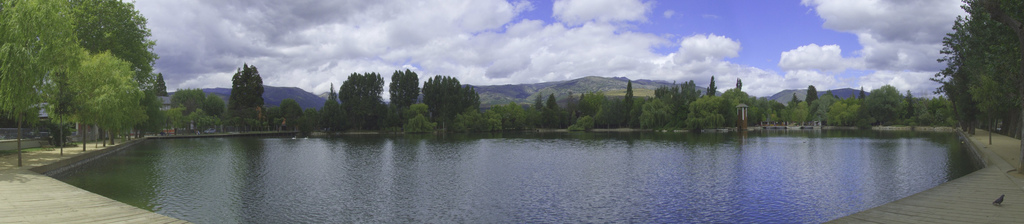
Lago de Puigcerdá.

- Torre del Campanario, del siglo XII. Restos de una parroquia que fue destruida en 1936, tras el comienzo de la Guerra civil.
- Iglesia de Sant Tomàs de Ventajola (románica).
- Convento de San Domingo
- Iglesia de Santa María de Puigcerdá
- Hospital de Puigcerdá

### Galería de imágenes

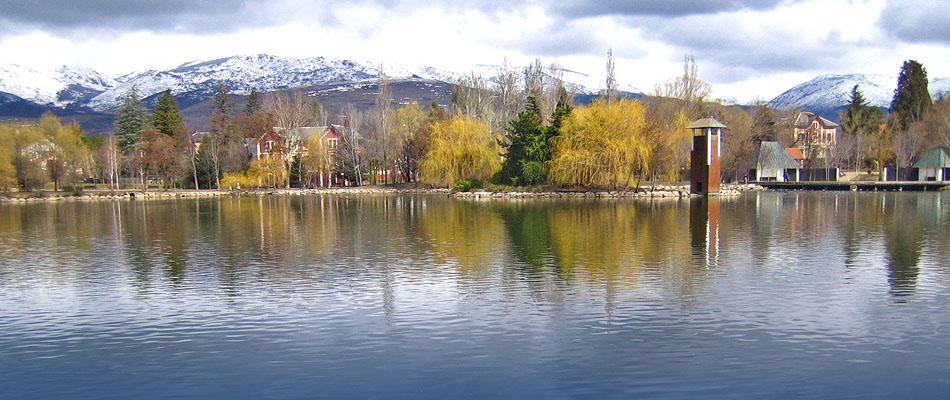
Lago de Puigcerdá
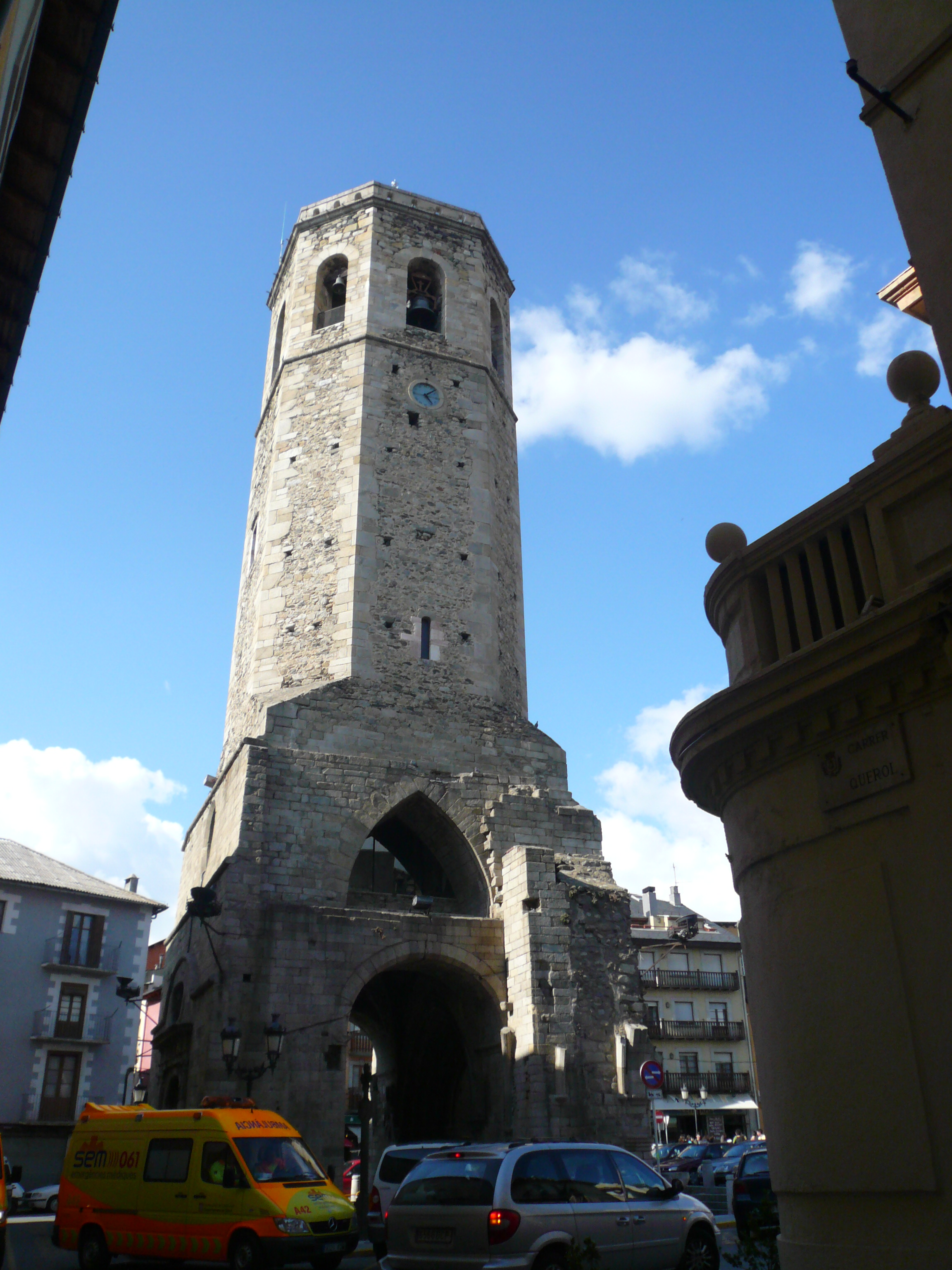
Iglesia de Santa María de Puigcerdá
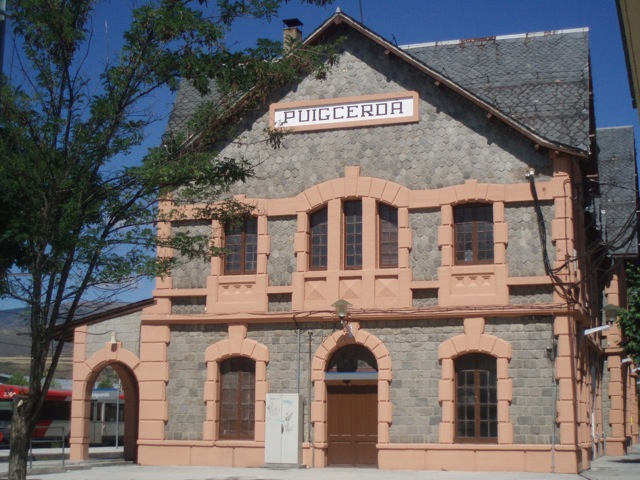
Estación de Puigcerdá
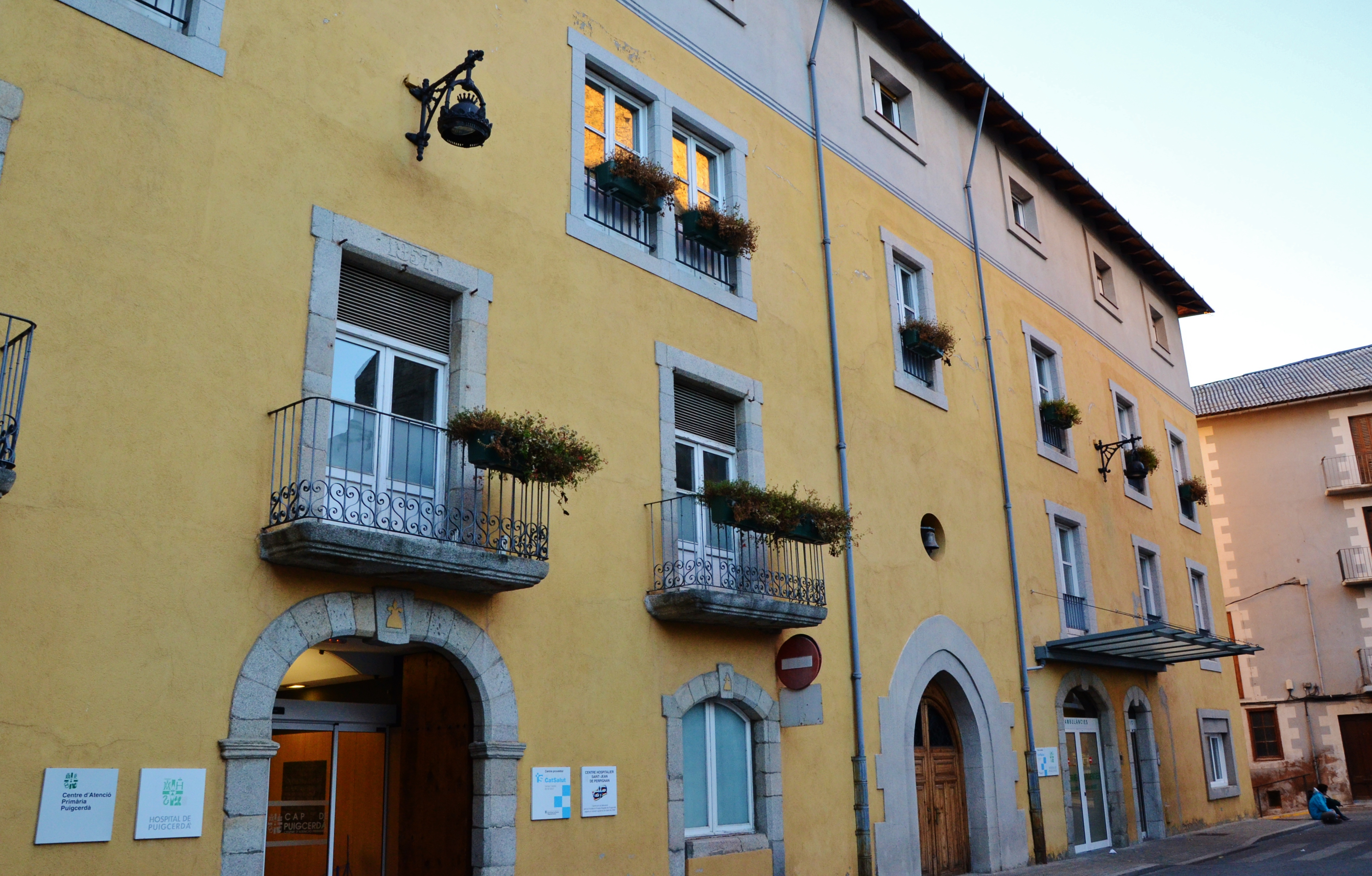
Hospital de Puigcerdá
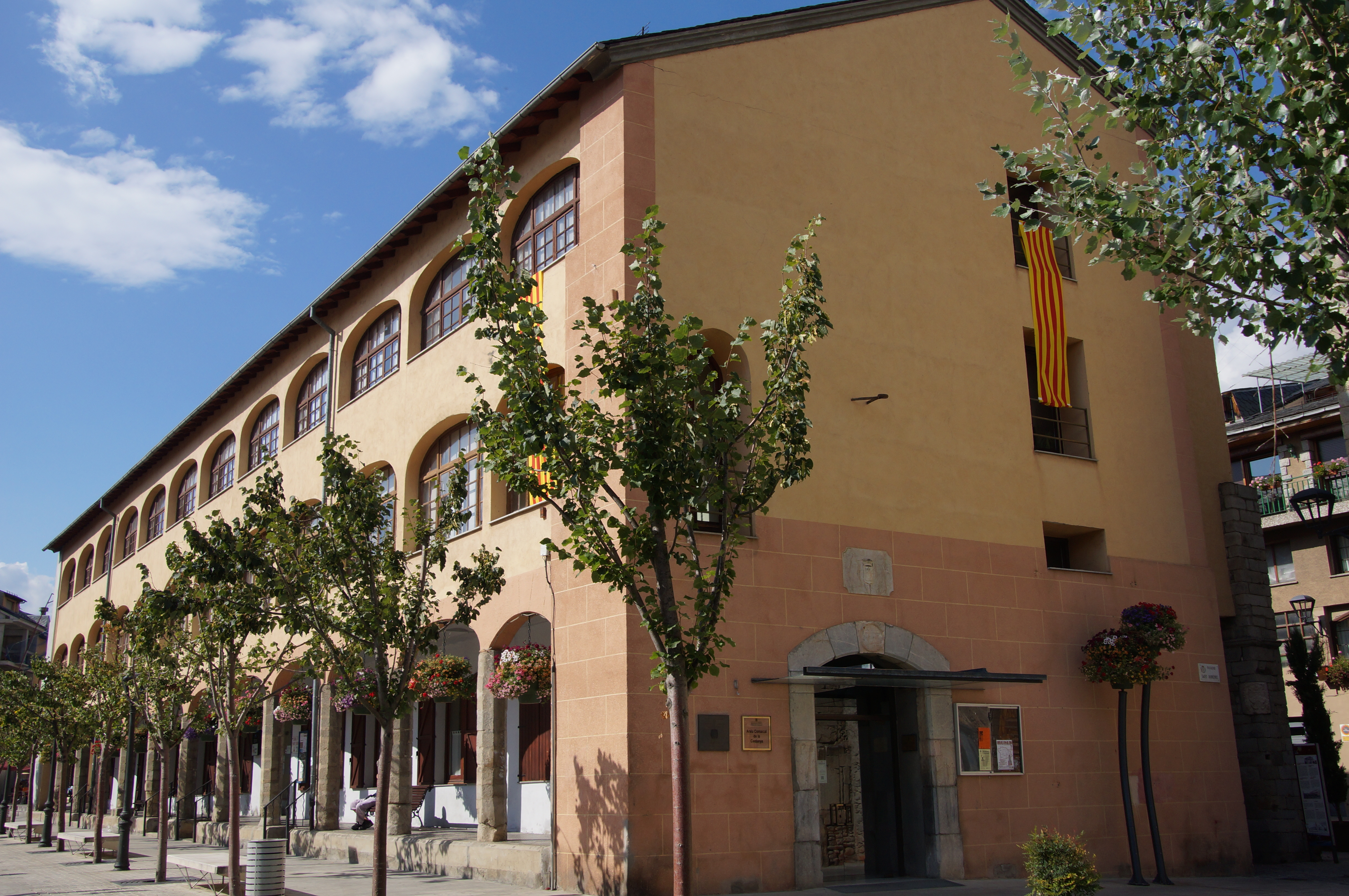
Convento de San Domingo

## Comunicaciones
En la población finaliza la carretera nacional N-152, de Ripoll a Puigcerdá (continuación de la C-17).
En la actualidad hay un proyecto en el cual la C-16 será convertida en autovía desde Berga donde finaliza en la actualidad hasta la frontera francesa cerca de Puigcerdá donde acabará y empezará la autopista francesa A66 permitiendo así que la localidad este comunicada por vías de alta capacidad.
Puigcerdá cuenta con una estación en la línea R3 de Rodalies de Catalunya (cercanías de Barcelona), si bien desde Vich las estaciones de la línea tienen la señalización propia de Adif. Además de las vías de ancho ibérico, la estación de Puigcerdá cuenta también con vías de ancho estándar aunque sin uso, ya que los trenes de la SNCF tienen como última estación La Tour de Carol-Enveitg.
En sus cercanías se encuentra el Aeródromo de La Cerdaña.